# Stanhopea schilleriana
Espèce
Stanhopea schilleriana est une espèce d'orchidées que l'on trouve en Bolivie.

## Description
Ayant les caractéristiques d'un stanhopea (fleurs poussant sous les racines), ses sépales et les pétales sont de formes largement triangulaires et aiguës, de couleur jaune d’or avec des taches rouges ; lèvre et colonne de couleur blanche. Colonne ailée plus courte que l’épiscolage ; hypochile à une seule bosse. Lors de la floraison, entre 6 et 10 fleurs peuvent éclore.

## Répartition
Le Stanhopea schilleriana se trouve en Colombie, à des altitudes d’environ 2 200 mètres sur des roches humides.